# Cognitieve bias
Cognitieve bias of cognitieve fout of cognitieve vertekening is in de psychologie een irrationele, foutieve gedachtegang. Het verwijst naar een vooroordeel dat invloed heeft op hoe mensen kennis opdoen, dingen begrijpen, onderzoek doen en oordelen vormen. Deze vooringenomenheid kan zowel bewust als onbewust optreden en komt voort uit psychologische- of cognitieve processen.

## Beschrijving
Een cognitieve bias is een afwijking ofwel vertekening in de beoordeling, waarbij conclusies over andere mensen of situaties op een onlogische manier worden getrokken. Individuen creëren hun eigen 'subjectieve sociale realiteit', met behulp van enkel hun eigen waarneming: een individu's constructie van de sociale werkelijkheid, niet de objectief bepalende. Dit kan in hun eigen sociale wereld een bepalende factor zijn. Op die manier kan een cognitieve bias soms leiden tot een vertekend beeld, vooroordelen, verkeerde interpretatie, of wat in grote lijnen ook wel irrationaliteit wordt genoemd.
Sommige cognitieve biases zijn vermoedelijk aangewend. Een andere oorzaak van cognitieve biases zijn de menselijke verwerkingsprocessen (heuristieken) die geëvolueerd zijn om snelle beslissingen te nemen, ook al zijn dat niet altijd de juiste beslissingen. Vooral in het geval van beperkte tijd om ergens over na te denken, kunnen cognitieve biases als het gevolg hiervan optreden. Deze ontstaan vanuit een gebrek aan mentale capaciteit, begrensde rationaliteit, of een beperkte capaciteit voor de verwerking van informatie.

## Overzicht van processen waardoor cognitieve biases ontstaan
Er wordt wetenschappelijk onderzoek gedaan naar menselijk oordelen in besluitvormingstheorie in de cognitiewetenschap, de sociale psychologie en de gedragseconomie. Hierdoor worden processen geïdentificeerd waardoor cognitieve biases ontstaan, bijvoorbeeld:
- Heuristieken, zoals het gebruikmaken van geheugensteunen (ezelsbruggetje).[10]
- Beperkte verwerkingscapaciteit: bijvoorbeeld informatie die ontoereikend is vanwege complexiteit.[11]
- Sociale invloed: de impact van beïnvloeding, of beoordeling door andere mensen, bijvoorbeeld door conformisme.[12]
- Irrelevantie: bijvoorbeeld enkel gemotiveerd qua emotionele- of moralistische voorkeur.[13]
- Mentale ruis: communicatiestoornissen zowel in- als extern, intentioneel of non-intentioneel.

## Geschiedenis
Het begrip 'cognitieve bias' (Engels: cognitive bias) werd geïntroduceerd door Amos Tversky en Daniel Kahneman in 1972. Het begrip ontstond vanuit hun ervaring met de ongecijferdheid van mensen, ofwel het onvermogen om intuïtief te redeneren met de grotere orden van grootte. De twee onderzoekers demonstreerden, samen met hun collega's, in welke opzichten het menselijk oordelen en besluitvorming verschilt van de rationele-keuzetheorie. Ze verklaarden deze verschillen in termen van heuristieken, mentale 'shortcuts' (kortere alternatieve routes) die snelle inschattingen geven van de mogelijkheden bij onzekere voorvallen. Voor de hersenen zijn heuristieken eenvoudig te berekenen, maar soms ontstaan er "ernstige en systematische fouten".

## Cognitieve therapie
De Amerikaanse psychiater Aaron Temkin Beck heeft een reeks cognitieve biases in kaart gebracht die volgens hem depressies veroorzaken of in stand houden, waaronder arbitraire of willekeurige gevolgtrekking, absoluut dichotoom denken (zwart-witdenken), catastrofaal denken of rampdenken, emotioneel redeneren, magisch denken of verzoeking van de goden, onderwaardering, onderschatting of overschatting, overgeneralisatie of overhaaste generalisatie, personalisatie en selectieve abstractie. Hij ontwikkelde de cognitieve therapie om patiënten te helpen dergelijke disfunctionele denkwijzen bij zichzelf op te sporen en op basis daarvan hun denken en gedrag aan te passen.

## Lijst van cognitieve biases (incompleet)
Er zijn verschillende veelvoorkomende biases beschreven, bijvoorbeeld:
- Aandachtsvertekening of aandachts-effect, een neiging om zich bij beslissingen of bij de beeldvorming te laten beïnvloeden door gedachten of ideeën die we eerder en vaker hadden.
- Ambiguïteitseffect, waarbij een beslissing beïnvloed wordt door ambiguïteit of gebrek aan informatie; de neiging om eerder te kiezen voor een optie waarbij de kans op een gunstige afloop bekend is, dan een optie waarbij die kans onbekend is, waardoor men geneigd is om te kiezen voor de bekendste optie.
- Baader-Meinhof-fenomeen, de illusie dat een woord, naam of ander object dat recent onder iemands aandacht kwam in de eropvolgende periode plotseling onwaarschijnlijk vaak lijkt voor te komen.
- Bandwagon-effect, waarbij een mening eerder wordt geloofd naarmate er meer voorstanders zijn; als veel mensen voorstander zijn is het aantrekkelijk om zich aan te sluiten. In de economische theorie worden door dit effect steeds meer producten van een bepaald merk/model gekocht naarmate het product populairder wordt, zodat de populariteit zichzelf versterkt.
  - Snob-effect, het tegenovergestelde van het bandwagon-effect, waardoor in de economische theorie bij sommige consumenten de individuele preferentie voor producten van een bepaald merk/model daalt naarmate het product populairder wordt, waardoor de vraag juist daalt.
- Bevestigingsvooroordeel (confirmation bias), de neiging om meer aandacht te schenken en meer waarde te hechten aan feiten die de eigen opvattingen bevestigen, dan aan feiten die deze tegenspreken.
- Complottheorie of samenzweringstheorie, een onbewezen verklaring van een bepaalde gebeurtenis, ontwikkeling of toestand (bijvoorbeeld op sociaal, politiek of economisch gebied), als resultaat van een samenzwering, terwijl er andere meer plausibele verklaringen bestaan.
- Dunning-krugereffect, een psychologisch verschijnsel waardoor mensen die incompetent zijn in een taak hun prestaties hoger inschatten dan deze in werkelijkheid zijn.
- Forer-effect, de neiging om vage en algemeen geldende uitspraken over de eigen persoon te accepteren als rake en typerende omschrijving, zonder zich te realiseren dat diezelfde omschrijving voor bijna iedereen opgaat.
- Fundamentele attributiefout, de neiging om gedragingen van anderen toe te schrijven (attributie) aan dispositionele factoren (factoren die binnen een persoon liggen), zelfs wanneer er duidelijk zichtbare situationele, externe factoren zijn.
  - Self-serving bias (zelf-dienende attributiefout), de neiging om onze eigen successen toe te schrijven (attributie) aan dispositionele factoren (factoren die binnen een persoon liggen), terwijl we ons falen aan externe factoren toeschrijven.
- Gokkersmisvatting of gokkersfout (Engels: gambler's fallacy), de valkuil in de kansberekening dat er tussen toevallige gebeurtenissen een afhankelijkheid bestaat, zodat een gebeurtenis die in het verleden minder vaak dan verwacht is opgetreden, in de nabije toekomst vaker zal optreden. Bij het opwerpen van een munt veronderstelt de gokker bijvoorbeeld dat de kans op 'kop' toeneemt wanneer een aantal keren achter elkaar 'munt' wordt gegooid.
- Halo-effect ('halo' is stralenkrans, en in het Engels ook aureool), de neiging om een persoon (of organisatie, product, enzovoort) positief te beoordelen, gebaseerd op één positief aspect.
  - Horn-effect, het tegenovergestelde van het halo-effect, de neiging om een persoon (of organisatie, product, enzovoort) negatief te beoordelen, gebaseerd op één negatief aspect.
- Hawthorne-effect, het (meestal positieve) effect van een interventie op een onderzocht persoon dat uitsluitend te wijten is aan het feit dat deze aan een onderzoek meedoet.
- Hindsight bias ofwel 'wijsheid achteraf', de neiging om nadat een onvoorspelbare gebeurtenis heeft plaatsgevonden van zichzelf te menen dat men dit zo heeft voorspeld.
- Home bias (Nederlands: thuismarktvoorkeur), de neiging van investeerders om beleggingen in de thuismarkt onevenredig veel gewicht toe te kennen.
- Magisch denken, de overtuiging dat ideeën, gedachten, het gebruik van symbolen, woorden en acties de loop van gebeurtenissen kunnen beïnvloeden, waarbij aan algemeen geldende regels voor oorzaak en gevolg voorbijgegaan wordt.
- Naamlettereffect, de (al dan niet bewuste) voorkeur voor lettercombinaties, woorden, merknamen, enzovoort waar de eigen initialen in voorkomen.
- Observer bias, de neiging van een observator om alleen waar te nemen wat de observator wil of verwacht waar te nemen, met name in wetenschappelijk onderzoek.
- Outcome bias, een fout bij het evalueren van de juistheid van een beslissing wanneer de gevolgen van die beslissing al bekend zijn.
- Overrechtvaardigingseffect, de vermindering van de intrinsieke motivatie om een taak uit te voeren door een verwachte externe prikkel, zoals geld of prijzen, waardoor men meer aandacht heeft voor de externe beloning dan aan het inherente plezier en voldoening van de activiteit zelf.
- Publicatiebias (ook wel dossierkast- of bureaulade-effect), de vertekening die ontstaat als bij wetenschappelijk onderzoek de positieve resultaten wel, maar negatieve of onduidelijke resultaten niet gepubliceerd worden.
- Rechtvaardigewereldtheorie (Engels: just-world hypothesis), het uitgangspunt dat de wereld rechtvaardig is en dat mensen krijgen wat ze verdienen. Deze denkfout speelt een rol bij victim blaming (slachtofferbeschuldiging). De theorie is voor het eerst geformuleerd in de jaren 1960 door Melvin Lerner, een Amerikaanse sociaal psycholoog. Met deze denkfout "houden we de illusie in stand dat we zelf controle hebben over de gevolgen van ons gedrag".[17] [18][19] Volgens Iva Bicanic willen mensen met deze theorie hun eigen beeld van een veilige wereld overeind houden.[18] Uit onderzoek blijkt dat deze denkfout er ook voor zorgt dat veel slachtoffers zichzelf beschuldigen, waardoor ze de illusie in stand kunnen houden dat ze wat hun is overkomen in de toekomst kunnen voorkomen.[18]
- Selectieve aandacht, een verscherping van de aandacht op een gebeurtenis, waardoor andere gebeurtenissen niet of verminderd worden waargenomen.
- Selectieve weglating (selectieve omissie), het (al dan niet bewuste) weglaten van bepaalde aspecten in een verhaal. Als dit plaatsvindt in een publieke toespraak wordt hiermee het collectieve geheugen beïnvloed.
- Selffulfilling prophecy (zelfvervullende voorspelling), een voorspelling die direct of indirect leidt tot het uitkomen van die voorspelling.
  - Pygmalion-effect (ook rosenthal-effect), is een selffulfilling prophecy waarbij leraren door hun (al dan niet bewuste) verwachtingen van bepaalde leerlingen de prestaties van die leerlingen beïnvloeden, zowel in positieve zin (hoge verwachtingen leiden tot betere prestaties) als in negatieve zin (lage verwachtingen leiden tot slechtere prestaties, ook wel het golem-effect genoemd).
- Struisvogelpolitiek, de neiging door te gaan op de ingeslagen weg en (al dan niet bewust) geen aandacht te schenken aan de consequenties bepaald beleid of gedrag.
- Pareidolie, een vorm van illusie waarbij men een zodanige interpretatie van onduidelijke of willekeurige waarnemingen heeft, dat men hierin herkenbare dingen (bijvoorbeeld gezichten) meent waar te nemen.
- Referentie-effect (ofwel verankeringseffect, Engels: anchoring effect), een schatting op basis van de eerst beschikbare informatie (ofwel de referentie of het anker).
- Sunk cost bias, de valkuil om economische beslissingen te nemen op basis van kosten die al gemaakt zijn en niet meer ongedaan te maken zijn.